# Paige Matthewsová
Paige Matthewsová je fiktivní postava, jedna z hlavních postav amerického seriálu Čarodějky (Charmed). Protože je nemanželskou dcerou čarodějky a světlonoše, což je zakázáno, byla po porodu dána do kostela, aby mohla žít klidný život bez pronásledování starších. Je jednou ze čtyř sester, která je obdarována magickou silou. Po smrti Prue společně se svými dvěma staršími sestrami Piper a Phoebe znovu obnoví Moc Tří, která zastupuje největší sílu dobra. Zabíjí démony a ochraňují nevinné. Její postavu dabuje Hana Ševčíková.
Paige je celou dobu účinkování v seriálu nejmladší nevlastní sestrou.
V konečném díle seriálu si Paige vezme svou životní lásku Henryho Mitchelle, s kterým vybuduje rodinu a porodí dvojčata Tamoru a Kat a mladšího chlapce Henryho.

## Schopnosti

### Aktivní
- Světelná telekineze (Telekinetic Orbing) – Tato schopnost je kombinací přenášení a telekineze, kterou používají pouze poloviční světlonoši s magií. Umožňuje rychlému přenášení předmětů, zvířat nebo i osob. Schopnost je využitelná v boji, rychlost světelné telekineze nechá zmizet daný předmět a poté jej zmaterializuje se speciálním modrým efektem.
- Přenášení (Orbing) – Díky této schopnosti se lze transportovat na jakékoliv místo na Zemi, tuto schopnost používají světlonoši, temnonoši a starší.
- Léčení (Healing) – Díky této schopnosti a lásce lze vyléčit skoro veškeré rány a nemoci, stačí přiložit ruce pár centimetrů do vzduchu od neduhu a poté se objeví jasné světlo. Tuto schopnost využívají světlonošové.

### Další
- Vycítění (Sensing) – Díky této schopnosti světlonošové vycítí své svěřence a mohou jim jít takto na pomoc.
- Změna podoby (Glamouring) – Schopnost používána světlonoši, čarodějkami a čaroději. Stačí mávnou rukou kolem hlavy a Váš vzhled se změní podle Vašich přání.
- Vznášení (Hovering) – Schopnost světlonošů se na chvíli vznášet nad zemí. tato schopnost nemá nic podobného s létáním ani levitací, je o mnoho pomalejší a jen pro "meditační" účely.
- Dorozumívání (Omnilingualism) – Díky této schopnosti rozumí světlonoš svým svěřencům, ať jsou z jakékoliv části Země. Schopnost umožňuje mluvit a psát cizím jazykem, jako by byl váš mateřský.